# Urząd ds. Szkoleń i Edukacji Morskiej
Urząd ds. Szkoleń i Edukacji Morskiej (hebr. המכון להכשרה ימית; ang. The Authority for Marine Training and Education; nazywany potocznie Instytutem Morskim) jest uczelnią kształcącą wykwalifikowane kadry dla potrzeb izraelskiej floty handlowej. Uczelnia jest położona w mieście Akka na północy Izraela. Szkolenie kadetów odbywa się pod nadzorem Międzynarodowej Organizacji Morskiej.

## Historia
Instytut został założony w 1971 roku przez rząd Izraela i izraelskie przedsiębiorstwa żeglugowe w celu szkolenia kadetów dla potrzeb izraelskiej floty handlowej. Do 2009 roku uczelnia posiadała własny statek szkoleniowy - drobnicowiec „Dado”. W 2010 roku został on jednak złomowany. W tym samym roku oddano do użytkowania nowoczesny ośrodek szkoleniowy, w pełni wyposażony w laboratoria techniczne, symulatory, pracownie komputerowe, bibliotekę itp. Szkolne rejsy morskie odbywają się na pokładach izraelskich statków handlowych.

## Informacje ogólne
Od momentu swojego powstania instytut był uczelnią, która przyjmowała kadetów po odbyciu przez nich służby wojskowej w Izraelskim Korpusie Morskim. Uczelnia przyjmuje kadetów wszystkich stopni wojskowych i wszystkich specjalności, którzy chcą dalej służyć we flocie handlowej. Szkolenie odbywa się pod nadzorem Międzynarodowej Organizacji Morskiej. Nauka odbywa się w dwóch etapach: (1) kurs podstawowy, i (2) zajęcia praktyczne na pokładzie statku handlowym. Całość zajmuje około dwóch lat, po czym studenci uzyskają prawo ubiegania się o certyfikaty w Ministerstwie Transportu. Oprócz tego oferowane są kursy szkoleniowe dla kapitanów i oficerów maszynowni.